# Gemstones
Albums de Adam Green
Friends of Mine Jacket Full of Danger
Gemstones est le troisième album solo d'Adam Green. Il est sorti en 2005.

## Liste des titres
Toutes les chansons sont d'Adam Green.

### Premier disque
1. Gemstones - 2:24
2. Down On The Street - 2:07
3. He's The Brat - 2:03
4. Over The Sunrise - 1:44
5. Crackhouse Blues - 2:07
6. Before My Bedtime - 2:40
7. Carolina - 2:51
8. Emily - 2:45
9. Who's Your Boyfriend - 1:42
10. Country Road - 2:27
11. Choke on a Cock - 1:38
12. Bible Club - 1:52
13. Chubby Princess - 1:43
14. Losing on a Tuesday - 1:46
15. Teddy Boys - 1:50

### Second disque
Une édition limitée de cet album est sortie avec un disque supplémentaire comprenant les titres suivants :
1. Bible Club (Radio Session)
2. Emily (Radio Session)
3. My Shadow Tags On Behind (Radio Session)
4. Her Father And Her (Radio Session)
5. Dance With Me (Video)
6. Baby's Gonna Die Tonight(Video)
7. Jessica (Video)
8. Friends of Mine (Video)